# Pulmón
Los pulmones  son estructuras anatómicas pertenecientes al sistema respiratorio, se ubican en la cavidad torácica, a ambos lados del mediastino. Debido al espacio ocupado por el corazón, el pulmón derecho es más grande que su homólogo izquierdo. Poseen tres caras; mediastínica, costal y diafragmática, lo irrigan las arterias bronquiales y las arterias pulmonares le llevan sangre para su oxigenación. Embriológicamente deriva del endodermo. 
Los pulmones son los órganos en los cuales la sangre recibe oxígeno procedente del aire inspirado y se desprende del dióxido de carbono, el cual pasa al aire espirado. Este intercambio, se produce mediante difusión simple de los gases gracias a la diferencia de presiones parciales de oxígeno y dióxido de carbono entre la sangre y los alvéolos.

## Anatomía y características

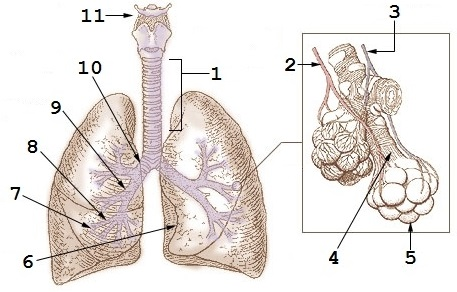
1:Tráquea 2:Arteria pulmonar 3:Vena pulmonar 4:Bronquiolo terminal 5:Alvéolos 6:Corte cardíaco 7:Bronquios terciarios o segmentados 8:Bronquios secundarios o lobales 9:Bronquio principal 10:Bifurcación traquial o carina 11:Laringe

Los pulmones están situados dentro del tórax y a ambos lados del corazón. Están protegidos por las costillas y separados el uno del otro por el mediastino. Están cubiertos por una doble membrana llamada pleura, entre ambas pleuras se forma una cavidad (cavidad pleural) que está ocupada por una fina lámina de líquido seroso.
La superficie de los pulmones es de color rosado en los niños y algo más grisácea en los adultos. El peso depende del sexo y del hemitórax que ocupen: el pulmón derecho pesa en promedio 600 gramos y el izquierdo 500 g. Estas cifras son un poco inferiores en el caso de la mujer, debido al menor tamaño de la caja torácica, y algo superiores en el varón. Se describen en ambos pulmones un vértice o ápex correspondiente a su porción superior y una base o porción inferior que se apoya en el músculo diafragma. El pulmón derecho está dividido en 3 lóbulos por dos cisuras, mientras que el izquierdo cuenta únicamente con 2 lóbulos, superior e inferior, separados por una cisura.

### Cisuras y lóbulos

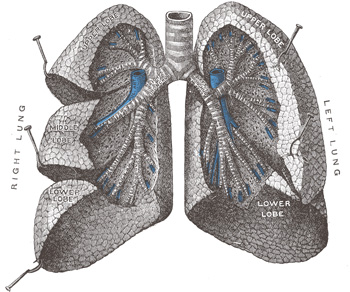
Vista frontal de ambos pulmones abiertos en un plano de disección para visualizar las cisuras, los lóbulos y las vías respiratorias:tráquea y árbol bronquial.

El pulmón derecho está dividido por dos cisuras (mayor y menor) en 3 partes o lóbulos (superior, medio e inferior). El pulmón izquierdo tiene dos lóbulos (superior e inferior) separados por una cisura (oblicua). 
La cisura mayor de ambos pulmones va desde el cuarto espacio intercostal posterior hasta el tercio anterior del hemidiafragma correspondiente. En el pulmón derecho separa los lóbulos superior y medio del lóbulo inferior, mientras que en el pulmón izquierdo separa los dos únicos lóbulos: superior e inferior. La cisura menor separa los lóbulos superior y medio del pulmón derecho y va desde la pared anterior del tórax hasta la cisura mayor. Puede estar ausente o incompleta en hasta un 25 % de las personas.
En cada lóbulo se distinguen diferentes segmentos, bien diferenciados, correspondiéndole a cada uno un bronquio segmentario (3.ª generación bronquial). Existen varias clasificaciones para nombrar a los diferentes segmentos, siendo una de las más aceptadas la de Boyden.
Los bronquios segmentarios se subdividen en bronquios propiamente dichos y bronquiolos (generaciones 12-16). Estos últimos carecen de cartílago y se ramifican en bronquiolos terminales y bronquiolos respiratorios (generaciones 17 a 19) que desembocan en los alvéolos: las unidades funcionantes de intercambio gaseoso del pulmón.
Existe también el lóbulo de la vena ácigos  como una variación de la anatomía normal.

### Pleura
La pleura es una membrana de tejido conjuntivo, elástica, que evita que los pulmones rocen directamente con la pared interna de la caja torácica. Posee 2 capas, la pleura parietal o externa que recubre y se adhiere al diafragma y a la parte interior de la caja torácica, y la pleura visceral que recubre el exterior de los pulmones, introduciéndose en sus lóbulos a través de las cisuras. Entre ambas capas existe una pequeña cantidad (unos 15 cm³) de líquido lubricante denominado líquido pleural.

### Circulación

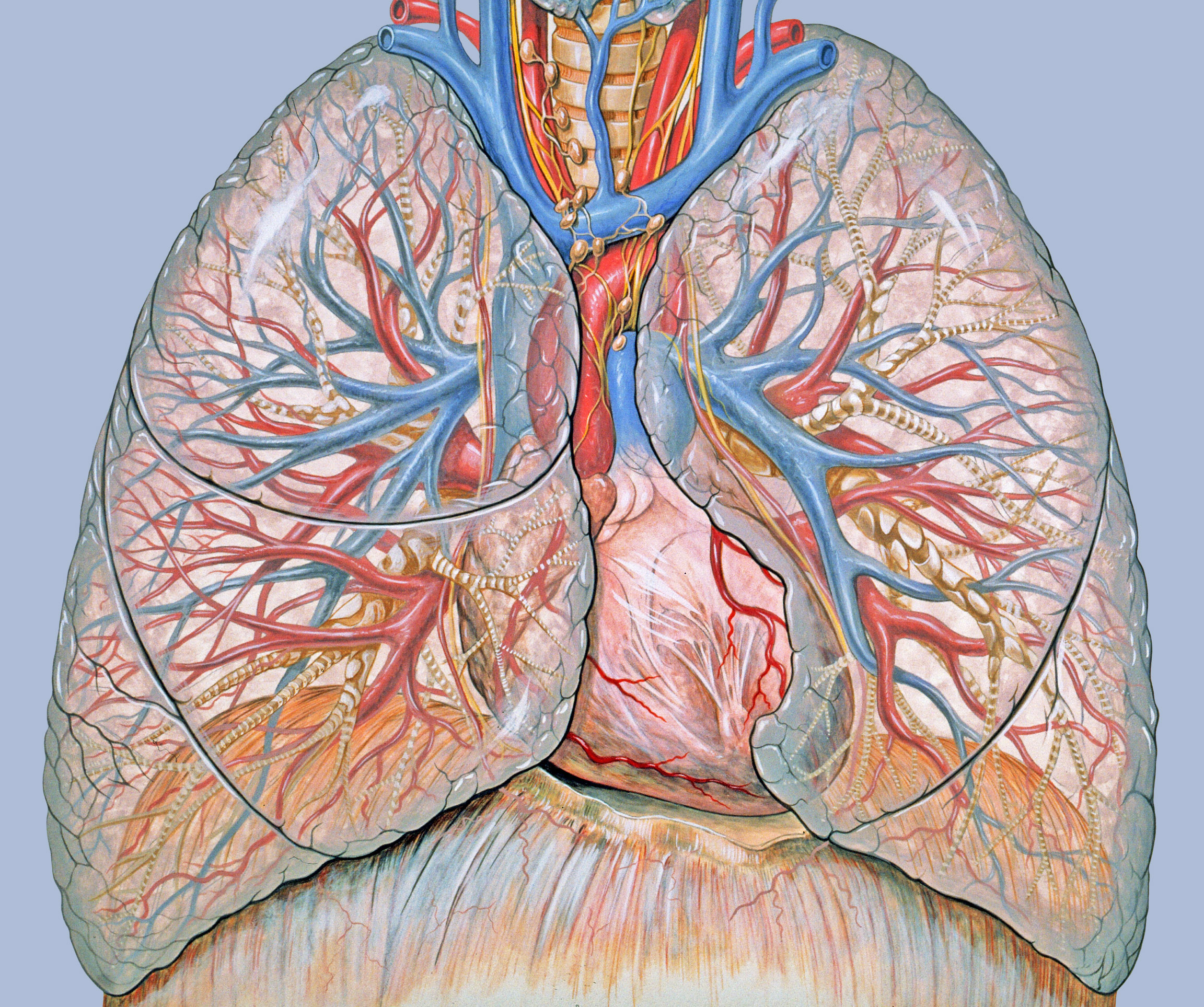
Circulación pulmonar. Las arterias pulmonares están representadas en color azul y las venas pulmonares en rojo.

El pulmón recibe la sangre procedente del ventrículo derecho a través de la arteria pulmonar. La arteria pulmonar se divide en dos ramas una para el pulmón derecho y otra para el izquierdo, las cuales se ramifican progresivamente siguiendo un trayecto paralelo al de las vías respiratorias. El sistema venoso es más variable y puede disponerse en diferentes trayectos, pero finalmente las cuatro venas pulmonares, dos procedentes del pulmón derecho y dos del izquierdo, desembocan en la aurícula izquierda. Hay que tener en cuenta que la circulación pulmonar presenta una peculiaridad con respecto al resto de la circulación sistémica, puesto que las arterias pulmonares son las únicas arterias del organismo que transportan sangre desoxigenada, mientras que las venas pulmonares, tras el intercambio gaseoso en los alvéolos, aportan sangre oxigenada hacia la aurícula izquierda, el intercambio entre oxígeno y dióxido de carbono se realiza mediante difusión entre la luz de los alveolos pulmonares y los capilares sanguíneos.
Por otra parte el pulmón recibe sangre oxigenada a través de las arterias bronquiales que surgen directamente de la arteria aorta, esta sangre oxigenada irriga sobre todo las paredes de los bronquios y los bronquiolos.

### Histología
El pulmón está constituido por multitud de pequeños sacos adyacentes llenos de aire denominados alvéolos. Se hallan interconectados unos con otros por los llamados poros de Kohn, que facilitan la distribución del gas. Los pulmones tienen alrededor de 500 millones de alvéolos, formando una superficie total cercana a los 70 m².
Las células que forman el alveolo son las siguientes:
- Neumocitos tipo I. Son las más abundantes, forman la pared del alveolo y tienen un núcleo que protruye hacia la luz alveolar.
- Neumocitos tipo II, Son menos abundantes, y se caracterizan por la producción de surfactante pulmonar que se acumula en los cuerpos lamelares antes de ser expulsado a luz alveolar. Poseen vellosidades en su superficie. El surfactante pulmonar es un complejo lipoprotéicos que proporcionan tensión superficial muy baja en la interfase líquido-agua, reduciendo así el trabajo necesario para el estiramiento de la pared pulmonar por la reducción de la tensión, y previniendo el colapso de los alvéolos.
- Macrófagos alveolares. Son otro tipo de células presentes en el epitelio respiratorio, con función defensiva frente a las infecciones y el polvo.

Los bronquios y bronquiolos son las vías aéreas que transportan el aire hasta los alveolos. La pared interior de los bronquios está recubierta por pequeñas proyecciones llamadas cilios que tienen la función de atrapar residuos y microbios procedente del aire inspirado, también cuenta con células especializadas que reciben el nombre de células caliciformes que secretan mucus, el cual forma una fina capa en la pared del bronquio que facilita el atrapamiento de las impurezas y gérmenes. 

## Función

Intercambio de gases entre los vasos capilares y el interior del alveolo pulmonar

La función principal de los pulmones es realizar el intercambio gaseoso con la sangre. En los alvéolos se produce el paso de oxígeno desde el aire a la sangre y el paso de dióxido de carbono desde la sangre al aire. Este intercambio ocurre por difusión simple debido a la diferencia de presiones parciales de oxígeno y dióxido de carbono entre la sangre y los alvéolos. En  los capilares pulmonares que rodean a los alvéolos tiene lugar el intercambio gaseoso, de tal forma que la hemoglobina se desprende de una molécula de dióxido de carbono y toma la de oxígeno. Todas las células del cuerpo utilizan este oxígeno para realizar la oxidación de glucosa generando así la energía necesaria para que cada una de ellas continúe funcionando. La oxidación ocurre en un orgánulo de las células denominado mitocondria donde se genera como subproducto dióxido de carbono.

### Membrana respiratoria
Para que se produzca el intercambio de gases es necesario que estos atraviesen la membrana respiratoria, la cual está formada por cuatro capas:
- La pared del alveolo, formada por los neumocitos tipos I y II junto a macrófagos.[4]
- Membrana basal epitelial ubicada por debajo de la pared alveolar.
- Membrana basal del capilar.
- Endotelio del capilar, es decir la capa de células que forma la pared del vaso capilar.

El conjunto de esta cuatro capas es fínísimo y solo tiene un espesor de 0.5 micras, es decir la mitad de una milésisma de milímetro. Esta disposición permite que el intercambio de gases sea muy eficaz.

### Ventilación pulmonar

Ventilación pulmonar, cuando el diafragma se relaja la cúpula diafragmática sube y se produce la espiración

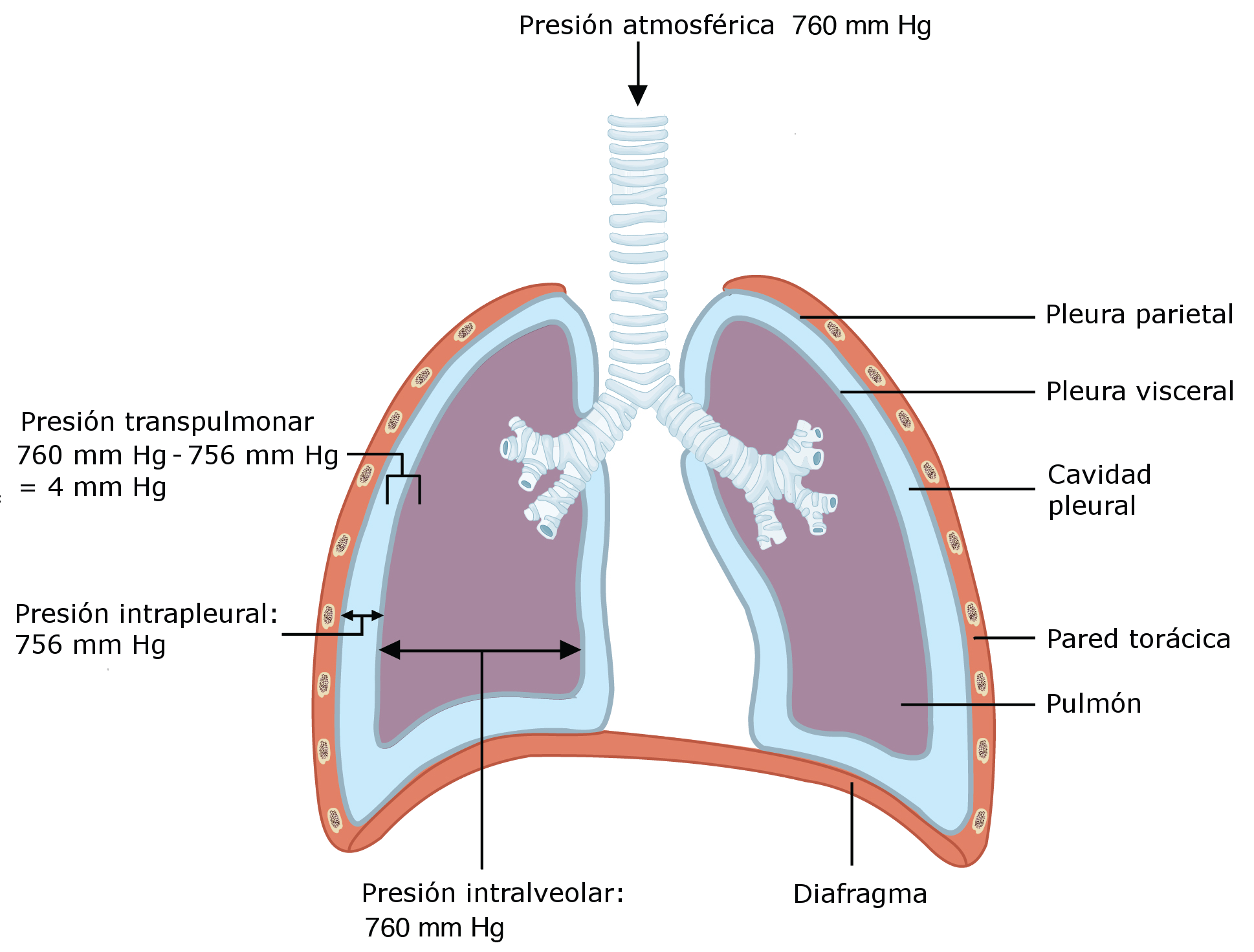
Presión intraalveolar e intrapleural inmediatamente antes del inicio de la inspiración

La ventilación es el proceso por el cual el aire atmosférico rico en oxígeno entra en los pulmones, los cuales expulsan a continuación aire pobre en oxígeno y rico en dióxido de carbono. Consta de 2 fases, la inspiración y la espiración:
- La inspiración tiene lugar cuando la contracción del diafragma y los músculos intercostales externos aumentan el volumen de la cavidad torácica y hacen que el pulmón se expanda. La presión intraalveolar se hace negativa con respecto a la atmosférica y entra aire al pulmón hasta que desaparece el gradiente de presión.[7]
- La espiración ocurre cuando el diafragma se relaja y la cúpula diafragmática sube pasivamente por su elasticidad, la presión intrapulmonar se hace positiva con respecto a la atmosférica, el pulmón disminuye su volumen y el aire sale al exterior hasta que desaparece el gradiente de presión y la presión intraalveolar se iguala a la atmosférica.[7]

En estado de reposo el volumen de aire que entra en el pulmón durante una inspiración se llama volumen corriente y es 500 cm³, la frecuencia respiratoria es de 12 ciclos por minuto. La capacidad pulmonar total oscila entre 4000 y 6000 cm³, dependiendo de la edad, peso y sexo; siendo más elevada en los hombres que en las mujeres.

### Otras funciones del pulmón
- Acción de filtro externo. Los pulmones contrarrestan la contaminación aérea a la que están expuestos por acción del sistema mucociliar y fagocitario de los macrófagos alveolares. La producción de moco  por las células de las glándulas seromucosas bronquiales y por las células caliciformes del epitelio bronquial contribuye a atrapar partículas extrañas e impedir su paso a los alveolos.
- Sistema antiproteasa principalmente α1-antitripsina que ocurre en los alvéolos ante elementos inflamatorios del sistema inmune alveolar. Las proteasas principales en el pulmón son la elastasa, colagenasa, hialuronidasa y tripsina.
- Acciones metabólicas:
  - Participación hormonal del sistema renina-angiotensina-aldosterona
  - Eliminación de fármacos
  - Equilibrio ácido-base
  - Metabolismo lipídico por acción del surfactante pulmonar
- Sistema de prostaglandinas las cuales causan broncodilatación (Prostaglandina E) o broncoconstricción (prostaglandina F, A, B y D)

## Enfermedades del pulmón

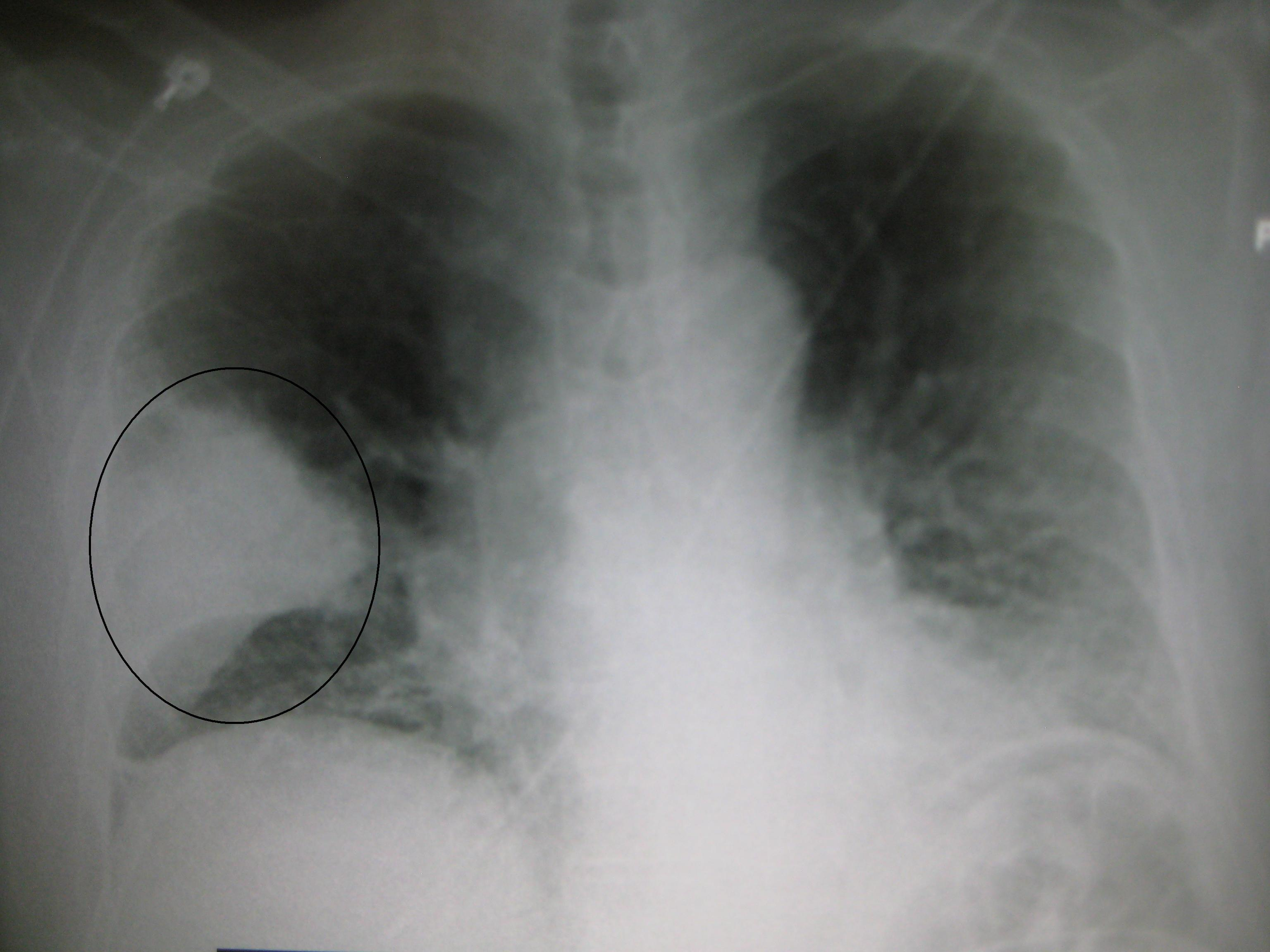
Radiografía de tórax en la que puede observarse rodeada por un círculo una neumonia en el pulmón derecho

Las enfermedades del pulmón pueden ser congénitas (presentes desde el nacimiento) o  desarrollarse a lo largo de la vida. Algunas de las más frecuentes son la enfermedad pulmonar obstructiva crónica o EPOC, causada mayoritariamente por la inhalación del humo de tabaco, el asma bronquial provocado frecuentemente por alergia al polen u otras sustancias, la neumonía y bronconeumonía debida a la proliferación de bacterias o virus patógenos en los alveolos pulmonares, el cáncer de pulmón también muy relacionado con el tabaquismo y la tuberculosis pulmonar muy frecuente en determinados países y asociada tradicionalmente a la desnutrición, la pobreza, hacinamiento y malas condiciones de vida. A continuación una lista incompleta de algunas enfermedades del pulmón:
- Alveolitis alérgica extrínseca: También llamada neumonitis por hipersensibilidad, son un conjunto de enfermedades pulmonares difusas provocadas por una reacción inmunitaria a agentes externos inhalados que provoca fibrosis y perdida de función del pulmón. Existen muchas variedades dependiendo del agente inhalado, con frecuencia son enfermedades profesionales, como el pulmón del granjero y el pulmón del cuidador de aves.[11]
- Asbestosis: Es una enfermedad irreversible producida por inhalación prolongada de asbesto. Después de la inhalación, el asbesto se fija en los pulmones produciendo cicatrización y engrosamiento de las pleuras. Trae como consecuencia una pérdida de la adhesión pleural-pulmonar y una ventilación deficiente.
- Asma bronquial. Enfermedad que se caracteriza por la obstrucción reversible de las vías aéreas.
- Bronquitis: Cuando aparece inflamación únicamente en los conductos aéreos de grueso calibre.
- Cáncer de pulmón: Es una de las enfermedades pulmonares más graves y uno de los cánceres con mayor incidencia en el ser humano. En función de la apariencia de las células cancerosas, puede distinguirse entre cáncer de pulmón microcrítico y cáncer de pulmón no microcrítico. El primero recibe también el nombre de cáncer de células en grano de avena, su nivel de incidencia representa entre un 10 y un 15 % del total de cánceres de pulmón diagnosticados. El no microcítico se divide, a su vez, en adenocarcinoma, carcinoma de células escamosas y carcinoma de células grandes. Otros tipos de tumores malignos en los pulmones son los tumores carcinoides, linfomas y sarcomas. El tabaco es el factor de riesgo más importante a la hora de sufrir un cáncer de pulmón, motivando hasta un 80 % de las muertes por esta enfermedad.[12]
- Fibrosis quística. Enfermedad de origen genético que se inicia en la infancia y afecta a la función pulmonar y del páncreas.
- Neumonía y bronconeumonía: La inflamación generalmente de origen infeccioso afecta a los alveolos pulmonares. Las neumonías y bronconeumonías han sido durante muchos siglos la causa de mortalidad más importante entre niños y ancianos. En la actualidad son un problema muy grave estadísticamente, y gran parte de la mortalidad senil se debe a ello.
- Enfisema: Enfermedad crónica[13] caracterizada por el agrandamiento permanente de los espacios aéreos distales a los bronquiolos respiratorios y destrucción de la pared alveolar, con o sin fibrosis manifiesta.
- EPOC. Las siglas corresponden a enfermedad pulmonar obstructiva crónica, la principal causa es el humo del tabaco.
- Insuficiencia respiratoria. Puede ser aguda o crónica y es el resultado final de muchas enfermedades del pulmón. Se caracteriza por la incapacidad del organismo para mantener los niveles arteriales de oxígeno (O2) y de dióxido de carbono (CO2) adecuados para las demandas del metabolismo celular.[14][15][16]

- Neumotórax: Se produce por la entrada de aire al espacio pleural, causando un colapso pulmonar. Algunos síntomas son dolor agudo en el pecho y sensación de asfixia.
- Tuberculosis: Se trata de una enfermedad infecto-contagiosa que se suele contagiar por vía aérea, está provocada por el mycobacterium tuberculosis.

## Trasplante
El trasplante de pulmón es una de las últimas alternativas en caso de una insuficiencia pulmonar. El pulmón donante se obtiene de una persona declarada con muerte cerebral, pero que permanezca con soporte vital. Los tejidos deben ser los más compatibles posibles para que no haya rechazo. Los primeros trasplantes de pulmón fueron experimentales con perros, corderos y monos entre 1947 y 1950.

## Biología animal comparada

### Origen

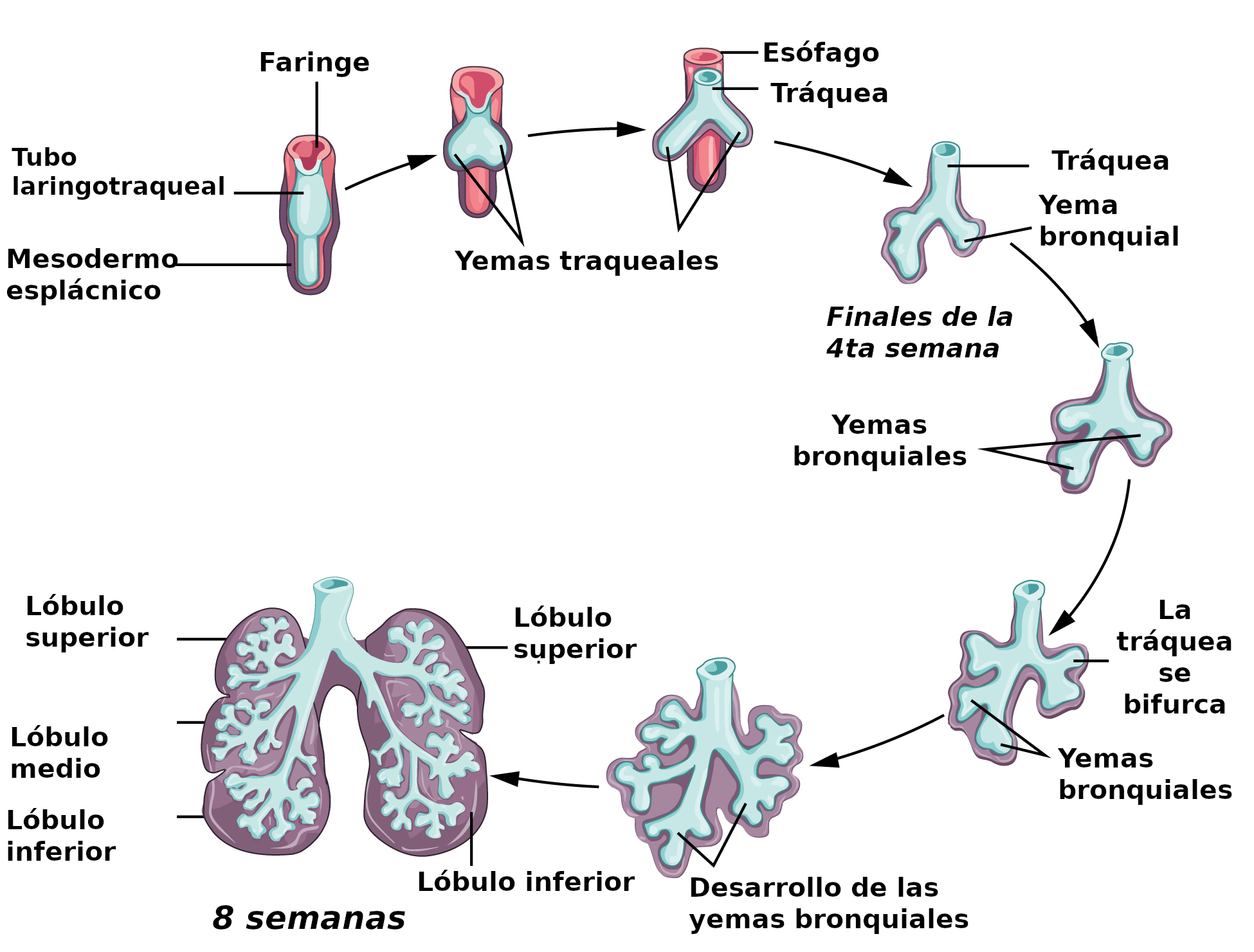
Esquema del desarrollo pulmonar.

Los «pulmones» de los invertebrados no son homólogos de los pulmones de los vertebrados, puesto que están formados por la invaginación del ectodermo. Como ejemplo puede citarse los quelicerados (araña de mar, escorpión marino), y los gasterópodos pulmonados (caracol) donde es la cavidad paleal la que juega el rol de pulmón, comunicando con el exterior por un pequeño orificio llamado pneumostoma. De manera general, los pulmones permiten la respiración en un medio aéreo, evitando la deshidratación.
El pulmón de los vertebrados tiene su origen embriológico en un repliegue del esófago. Por lo cual está formado del endodermo, doblado secundariamente del mesodermo para la vascularización.
Todos los cordados poseen en algún momento de su ciclo vital la «faringe perforada» (faringotremia o hendiduras branquiales)que surgió en los procordados como un mecanismo de alimentación por filtración. El sistema funciona al introducir agua con partículas alimenticias, las cuales quedan adheridas a la pared de la faringe por secreciones mucosas, mientras que el agua vuelve a salir por las hendiduras faríngeas. Al pasar los protovertebrados de un sistema de vida filtrador a otro depredador, la faringe se modificó como un aparato de alimentación muscular, a través del cual se podía bombear agua expandiendo y contrayendo la cavidad. En los peces se ha heredado esta faringe perforada pero ya no se utiliza para alimentarse y los tabiques faríngeos se sitúan en las branquias.

## Evolución y especialización
En el mundo animal, los pulmones son estructuras especialmente adaptadas al medio terrestre y a la respiración aérea. Su función es almacenar aire para poder filtrar y absorber el oxígeno del aire. La mayoría de pulmones presentan unos tabiques o septos que producen una mayor superficie de intercambio gaseoso y una mayor eficiencia. Los peces de respiración branquial, gastan un 20 % de energía en respirar mientras que aves y mamíferos solo el 2 %. Hay que hacer constar que el metabolismo de aves y mamíferos es mucho mayor, necesitando alimentarse mucho más a menudo.

### Peces y anfibios
Peces y anfibios realizan el intercambio gaseoso por la piel, pulmones y la bucofaringe. Los peces pulmonados presentan un único pulmón y los anfibios dos pulmones pequeños y tienen simplemente forma de saco, por lo que no son muy eficientes. Según las especies y su grado evolutivo, varían desde unos sacos simples de paredes lisas, en los urodelos, a los divididos en varias cámaras de los anuros. Estos pulmones tienen una serie de cámaras que se llaman «faveolos». Introducen el aire en los pulmones por sobrepresión lo que les diferencia de aves, mamíferos y reptiles que lo hacen por depresión. Con todo, la piel es el principal órgano respiratorio debido a su gran superficie y a que les permite respirar de forma parcial mientras permanece húmeda o se encuentran sumergidos. Los renacuajos de anfibio, debido a su vida acuática, tienen 3 pares de branquias que sobresalen del cuerpo.

### Reptiles
En todos los reptiles la respiración es pulmonar. Sus pulmones presentan tabiques o septos, que ofrecen una mayor superficie de intercambio gaseoso y mayor eficiencia. La superficie total de intercambio gaseoso está muy aumentada respecto a los anfibios. Las serpientes (ofidios), tienen el pulmón derecho alargado y funcional y el pulmón izquierdo atrofiado. Las tortugas marinas, además de respiración pulmonar, tienen respiración cloacal, por su cloaca vascularizada toman el O2 disuelto en el agua.

### Aves
Las aves utilizan sus dos pequeños pulmones como fuelles que insuflan el aire en los mismos (por depresión) y a los sacos aéreos. Estos sacos aéreos son grandes bolsas llenas de aire y conectadas con los pulmones. Los sacos aéreos están repartidos entre las vísceras del animal e incluso se prolongan por dentro de los huesos. La pared de los sacos no está vascularizada por lo que no es ahí donde se produce el intercambio, este solo se da en los pulmones, pero en cierta cantidad, el aire oxigenado se difunde por el cuerpo, como ocurre en aves y mamíferos por la piel. Los pulmones avícolas no tienen ni alvéolos ni faveolos sino una serie de tubos paralelos entre sí llamados «parabronquios». La eficacia pulmonar es mucho mayor que en el resto de animales debido a que el flujo de aire es unidireccional y no queda un volumen de aire residual. Cada ciclo consta de dos inhalaciones y dos espiraciones. Los sacos aéreos están conectados a los pulmones de tal forma que sobre el 75 % del aire inspirado pasa de largo por estos y fluye directamente hacia los sacos posteriores. que sirven como reservorio de aire fresco. Al espirar este aire fresco de los sacos posteriores es canalizado por los pulmones y recogido en los sacos aéreos anteriores. De estos fluye directamente al exterior. La ventaja de tal disposición es que por los pulmones siempre está pasando aire oxigenado, tanto en la espiración como en la inspiración. El aire inhalado es llevado por la tráquea a los bronquios, y de ahí a los pulmones, donde se encuentran los parabronquios, con capilares para la hematosis, que realizan el intercambio gaseoso en la inspiración y exhalación. Los sacos aéreos actúan también como refrigerantes, disminuyendo el calor excesivo del cuerpo. A nivel de la división de la tráquea, en los bronquios se encuentra un órgano fonador llamado siringe, que realiza la función del canto.

### Mamíferos
Todos los mamíferos, incluidos los acuáticos, son de respiración pulmonar. Se caracterizan por tener dos pulmones bien desarrollados y divididos en lóbulos. Los pulmones se alojan en la cavidad pleural, limitados por el diafragma, que es un músculo que con su distensión y contracción facilita la entrada y salida de gases. Las vías respiratorias son la tráquea que se bifurca en dos bronquios cada uno hacia un pulmón. Estos se siguen bifurcando en bronquiolos y termina en los alvéolos. El intercambio de gases (hematosis) se realiza en los alvéolos. Los alvéolos son sacos ciegos que están rodeados de capilares sanguíneos.